# 1930 en Finlande
Chronologie de la Finlande
- 1926
- 1927
- 1928
- 1929
- 1930
- 1931
- 1932
- 1933
- 1934

Cette page concerne les évènements survenus en 1930 en Finlande  :

## Évènement
- 4 juin : Émeute de Vaasa (en)
- 4 juillet : 
  - Fin du gouvernement Kallio III
  - Début du gouvernement Svinhufvud II
- 1er-2 octobre : Élection parlementaire (en)
- 14 octobre : Enlèvement de Kaarlo Juho Ståhlberg, ex-président de la Finlande, et de son épouse, par un groupuscule d'extrême droite, qui souhaite les envoyer en Union soviétique.

## Sport
- Championnat de Finlande de football 1930
- Championnat de Finlande de hockey sur glace 1930-1931